# هانا مونتانا (موسیقی متن)
هانا مونتانا (به انگلیسی: Hannah Montana) یک آلبوم موسیقی متن برای اولین فصل از سری‌های تلویزیونی هانا مونتانا است که در ۲۴ اکتبر ۲۰۰۶ توسط والت دیزنی رکوردز منتشر شد. این برنامه خود در ۲۴ مارس ۲۰۰۶ از طریق کانال دیزنی اجرا می‌شد؛ پس از تبدیل شدن به یک موفقیت تجاری، از ماه بعد تولید موسیقی متن فیلم آغاز شد. هشت از سیزده قطعه ترانه اجرا شده برای سری‌های فیلم توسط بازیگر آن، مایلی سایرس که به شخصیت او با عنوان هانا مونتانا تعلق می‌گیرد، ساخته شده‌است.